# دون تومسون (مسير أعمال)
دون تومسون (بالإنجليزية: Don Thompson)‏ هو مسير أعمال ومهندس أمريكي، ولد في 14 ديسمبر 1963 في شيكاغو في الولايات المتحدة.

## وصلات خارجية
- دون تومسون على موقع مونزينجر (الألمانية)
- دون تومسون على موقع إن إن دي بي (الإنجليزية)